# بابكين ماليكيان
بابكين لودفيغ ماليكيان ( (بالأرمنية: Բաբկեն Լյուդվիկ Մելիքյան)‏ (3 أبريل 1960) هو مدرب كرة قدم ولاعب سابق لعب كلاعب خط وسط أو مهاجم. ولد في أرمينيا وانتقل إلى لبنان عام 1991 وحصل على الجنسية بالتجنس بمرسوم رئاسي ليلعب مع منتخب لبنان.

## مهنة إدارية
كان يشغب منصب مساعد مدرب منتخب لبنان لريتشارد تاردي بين عامي 2002 و2003.

## الإحصائيات

### دولية
| # | تاريخ         | مكان                               | الخصم    | نتيجة | حصيلة | مسابقة                            | مرجع  |
| - | ------------- | ---------------------------------- | -------- | ----- | ----- | --------------------------------- | ----- |
| 1 | 7 مايو 1993   | بيروت، لبنان                       | الهند    | 1–0   | 2-2   | تصفيات كأس العالم لكرة القدم 1994 | [ 4 ] |
| 2 | 26 يناير 1997 | بيروت، لبنان                       | إستونيا  | 1–0   | 2-0   | ودية                              | [ 5 ] |
| 3 | 24 مايو 1997  | الاستاد الوطني ، كالانج ، سنغافورة | سنغافورة | 2-1   | 2-1   | تصفيات كأس العالم لكرة القدم 1998 | [ 6 ] |

## الإنجازات

### كلاعب
أرارات يريفان
- درع إيفا: 1978

دنيبر دنيبروبيتروفسك
- كأس اتحاد الجمهوريات الاشتراكية السوفياتية: 1986

سبارتاك موسكو
- الدوري السوفيتي الممتاز: 1987
- كأس اتحاد الجمهوريات الاشتراكية السوفياتية: 1987

الهومنمن بيروت
- كأس لبنان: 1992–93، 1993–94، 1997–98

الحكمة
- الدوري اللبناني الدرجة الثانية: 1998–99

فردي
- IFFHS فريق الأحلام.[7]
- فريق الموسم في الدوري اللبناني الممتاز: 1996–97.[8]

### مدرب
الحكمة
- الدوري اللبناني الدرجة الثانية: 1998–99

## روابط خارجية
- بابكين ماليكيان على موقع أف آي لبنان (FA Lebanon)
- بابكين ماليكيان على فرق كرة القدم الوطنية.كوم